# Microtus ochrogaster
Microtus ochrogaster е вид гризач от семейство Мишкови (Muridae). Видът не е застрашен от изчезване.

## Разпространение
Разпространен е в Канада (Албърта, Манитоба и Саскачеван) и САЩ (Айова, Алабама, Арканзас, Западна Вирджиния, Илинойс, Индиана, Канзас, Кентъки, Колорадо, Луизиана, Минесота, Мисури, Мичиган, Монтана, Небраска, Ню Мексико, Оклахома, Охайо, Северна Дакота, Тексас, Тенеси, Уайоминг, Уисконсин и Южна Дакота).